# Antonio Visentini
Antonio Visentini (Venezia, 21 novembre 1688 – Venezia, 26 giugno 1782) è stato un pittore, architetto e incisore italiano.

## Biografia
Noto per le sue illustrazioni e incisioni, tra le quali le vignette per l'opera Della Istoria d'Italia di Francesco Guicciardini, Visentini insegnò per diversi anni architettura presso l'Accademia di Venezia. È anche ricordato per una serie di riproduzioni di scenari tratti dai quadri di Canaletto, raffiguranti vari scorci veneziani.
Progettò la dimora veneziana del console inglese Joseph Smith.
Nel 1726 pubblicò Iconografia della Ducal Basilica dell'Evangelista Marco, esponendo i risultati di uno studio sulla basilica di San Marco.

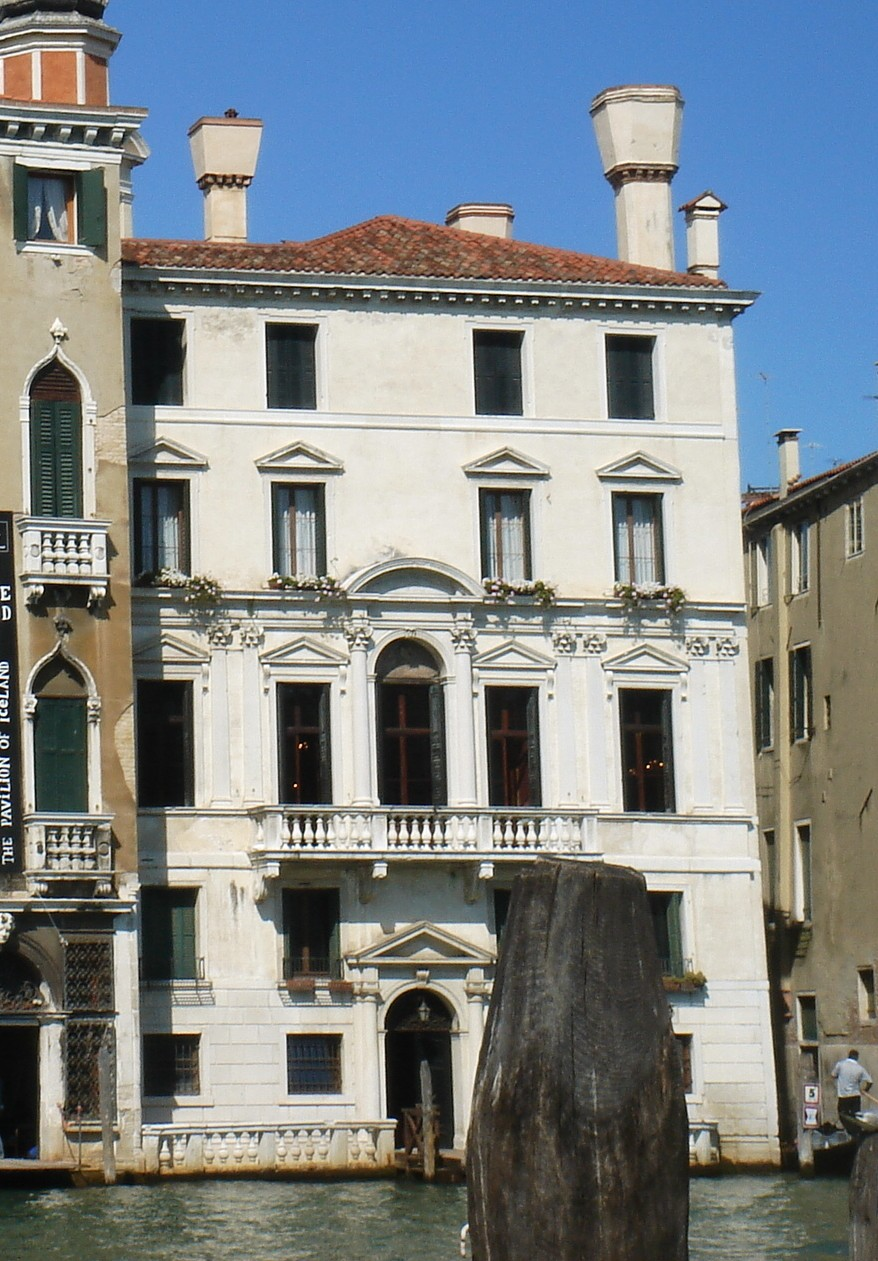
Palazzo Smith, progetto di Antonio Visentini (1743-1751).